# Protesten in Poznań in 1956
De onlusten, protesten of (arbeiders)opstand in Poznań in juni 1956, ook bekend als de juni van Poznań (Pools: Poznański Czerwiec), waren de eerste van verschillende massaprotesten in Polen tegen het communistische dictatoriale regime van de Volksrepubliek Polen. Demonstraties van arbeiders die vroegen om betere omstandigheden begonnen op 28 juni 1956 met een staking in de Cegielskifabriek (destijds Jozef Stalinfabriek genoemd) in Poznań en werden uiteindelijk beantwoord met geweld.
Een massa van ongeveer 100.000 mensen verzamelde zich in het centrum van de stad dicht bij het gebouw van het Ministerie van Openbare Veiligheid. Ongeveer 400 tanks en 10.000 soldaten van het Poolse leger en het Binnenlandse Veiligheidskorps (KBW) onder leiding van de Pools-Russische Sovjet-generaal Stanislav Poplavsky kregen het bevel om de betoging neer te slaan met het recht om daarbij gericht te schieten.
De dodentol werd geschat tussen 57 en ruim honderd, waaronder de 13-jarige jongen Romek Strzałkowski. Honderden mensen raakten gewond. Desalniettemin waren de betogingen in Poznań een belangrijke mijlpaal naar de zogenaamde Poolse oktober, waarbij in het najaar van 1956 een regime in Polen werd geïnstalleerd, geleid door Gomułka, dat minder aan Sovjet-controle onderworpen was.
In Hongarije werden na de protesten van juni demonstraties gehouden bij het monument van Józef Bem, de Poolse generaal die voor Hongaarse onafhankelijkheid streed, als steunbetuiging aan de Poolse opstandelingen. Deze demonstraties waren het begin van de Hongaarse Opstand van 1956.
In juni 2006, 50 jaar later, werd 28 juni tot nationale feestdag van Polen uitgeroepen.